# Patelisio Punou-Ki-Hihifo Finau
Patelisio Punou-Ki-Hihifo Finau SM (* 15. März 1934 in Nukuʻalofa; † 4. Oktober 1993 ebenda) war ein tongaischer römisch-katholischer Ordensgeistlicher und der zweite Bischof von Tonga.

## Leben
Er trat in die Ordensgemeinschaft der Maristenpatres ein und empfing am 21. Juli 1959 das Sakrament der Priesterweihe.
Am 15. Oktober 1971 wurde er zum Koadjutorbischof von Tonga und Titularbischof von Aurusuliana ernannt. Am 13. Februar 1972 spendete ihm Papst Paul VI. im Petersdom die Bischofsweihe; Mitkonsekratoren waren die Kardinäle Bernard Jan Alfrink, Erzbischof von Utrecht, und William John Conway, Erzbischof von Armagh.
Vom 7. April 1972 bis zu seinem Tod war Patelisio Punou-Ki-Hihifo Finau Bischof von Tonga. Darüber hinaus war er zwischen 1978 und 1982 Vorsitzender der Pazifischen Bischofskonferenz.